# Sint-Pieterskerk (Zichen-Zussen-Bolder)
De Sint-Pieterskerk is een kerkgebouw in Zichen in de Belgische gemeente Riemst in Limburg. Het gebouw is de parochiekerk en is gewijd aan Sint-Pieter en Sint-Laurentius.

## Geschiedenis
In de 14e eeuw werd in Zichen een gotische kerk gebouwd van lokaal gewonnen mergelsteen. Het patronaatsrecht behoorde toe aan het Sint-Servaaskapittel te Maastricht.
In 1703 werd een nieuw koor gebouwd. Het was toen een driebeukige pseudo-basilica met een lage gesloten ingebouwde vierkante westtoren met drie geledingen, rondbooglisenen in de tweede geleding, een drie traveeën groot schip en een hoger koor met twee rechte traveeën en driezijdige sluiting.
In 1927-1928 werd het schip in westelijke richting met drie traveeën verlengd naar een ontwerp van R. Lemaire en F. Van den Dael, waarbij aansluitend een nieuwe en hogere toren werd gebouwd. Verder werden de middentraveeën verhoogd met toevoeging van oculi als bovenlichten. Ook werd de zuidelijke zijbeuk vervangen door de huidige, die in feite bestaat uit twee beuken.

## Beschrijving
Het gebouw bestaat uit een voorstaande westtoren heeft vier geledingen, een vierbeukig schip met zes traveeën en het oorspronkelijke koor met twee rechte traveeën met driezijdige sluiting. Verder heeft het gebouw een noord-portaal. De toren heeft een onderbouw van mergelsteen, een bovenbouw van breuksteen, wordt aan de zuidzijde geflankeerd door een rond traptorentje en de tweede en derde geleding zijn voorzien van rondbooglisenen met daarin rechthoekige vensters en de bovenste met in elke zijde een bifora met deelzuiltjes binnen een verdiept muurvlak. De zijbeuken hebben rondboogvensters en het koor heeft spitsboogvensters met neogotisch maaswerk. De toren wordt gedekt door een tentdak en de rest van het gebouw door zadeldaken en lessenaarsdaken. Het interieur is opgetrokken met mergelsteen en de middenbeuk wordt van de beide zijbeuken gescheiden door een spitsboogarcade op zuilen. Boven de middenbeuk bevinden zich kruisribgewelven tussen spitsbooggordelbogen die worden gedragen door colonnetten. De zijbeuken hebben ook kruisribgewelven waarbij de gordelbogen opgevangen worden door rechthoekige pilasters. De uiterste zuidelijke zijbeuk is vrij smal en heeft een tongewelf. Boven het koor bevindt zich een stergewelf.
De kerk bezit een kalkstenen doopvont met maskers in gotische stijl (16e eeuw).